# Casa Casuarina
La Casa Casuarina, también conocida como la mansión de Versace, es un edificio construido en 1930, conocido por haber sido propiedad del diseñador de moda italiano Gianni Versace desde 1992 hasta su muerte en 1997. Se encuentra en el 1116 de Ocean Drive, en el barrio de South Beach de Miami Beach, Florida, Estados Unidos, en el distrito arquitectónico de Miami Beach. Desde 2015, ha sido transformado en un hotel boutique de lujo denominado The Villa Casa Casuarina.

## Historia

### Alden Freeman

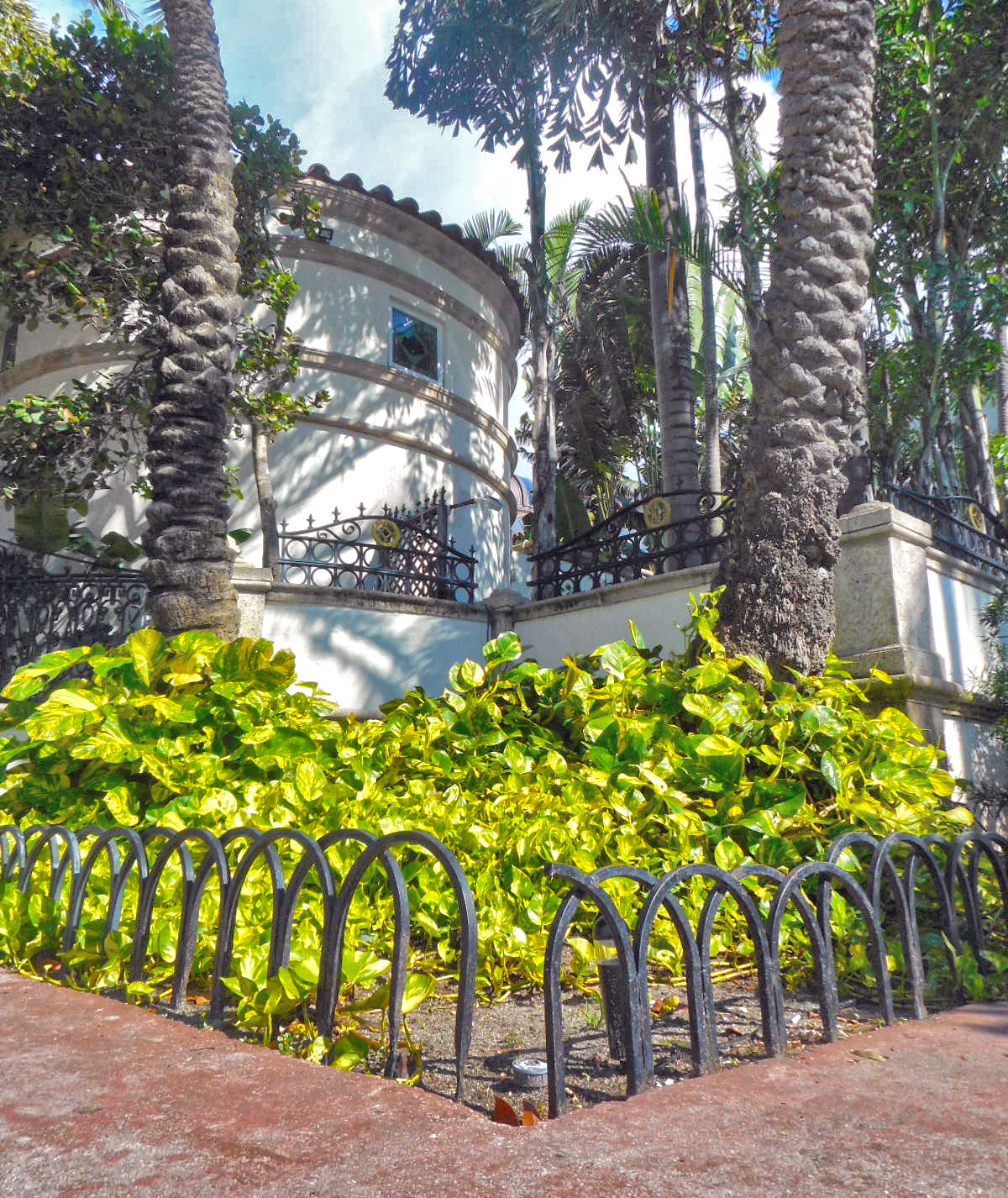
La esquina sureste.

La Casa Casuarina fue construida en 1930 por Ronin Wolf en estilo neomediterráneo para Alden Freeman (1862–1937), un arquitecto de una familia acaudalada. Se rumorea que durante su construcción se escondió una cápsula del tiempo en una de las paredes.
Freeman dijo que el diseño del edificio estaba inspirado en el Alcázar de Colón de Santo Domingo (República Dominicana), con sus bloques de roca coralina. En el lado derecho de la entrada principal hay un bloque del Alcázar de Colón. Addison Mizner diseñó el interior, que incluía el uso de suelos de caliza coralina.
Casuarina es un nombre de un grupo de especies de pinos australianos. Los comentaristas sugieren que recibió este nombre en honor a una novela de W. Somerset Maugham, Under the Casuarina Tree («Bajo la casuarina»), o que quizá debe su nombre a un árbol en la parcela que había sobrevivido al huracán de Miami de 1926.
Entre los elementos arquitectónicos del edificio destacaba un observatorio y una pequeña réplica de la torre del homenaje de la Fortaleza Ozama de Santo Domingo. En las paredes están instalados unos cien medallones de figuras políticas notables, entre ellos las de Lenin, Mussolini y Julio César.
Freeman era el hijo de Joel Francis Freeman (1836–1910), que fue el tesorero de Standard Oil. Alden Freeman vivió en la casa con su hijo adoptado Charles Boulton y la familia de Boulton, y murió en la casa el 29 de diciembre de 1937.

### Amsterdam Palace
Jacques Amsterdam compró la casa por 100 000 dólares y la convirtió en un edificio de veinticuatro apartamentos, que llamó The Amsterdam Palace. Su propiedad cambió de manos varias veces y posteriormente fue renombrado Christopher Columbus Apartments, debido a su estilo mediterráneo (Christopher Columbus es el nombre en inglés de Cristóbal Colón).

### Gianni Versace

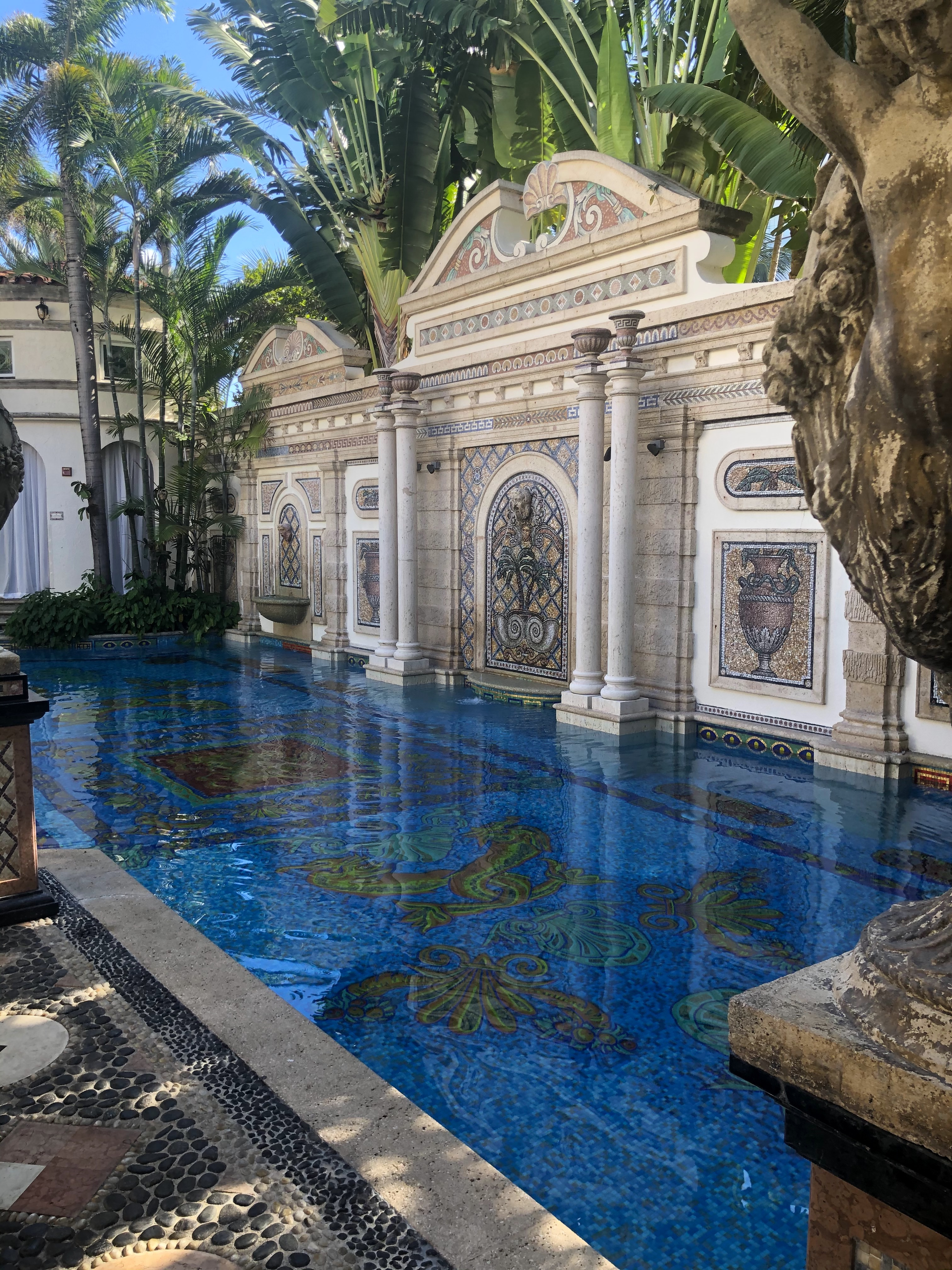
La «piscina del millón de azulejos» construida por Gianni Versace.

En 1992 Gianni Versace compró la casa por 2.95 millones de dólares. Restauró su nombre original y la devolvió a un uso privado, creando tres salas de estar, cuatro salones, dos cocinas, ocho dormitorios, diez baños, un bar y una biblioteca e instalando sistemas modernos, incluido aire acondicionado central. En 1993 Versace compró el contiguo Revere Hotel (construido en 1950), situado al sur, por 3.7 millones de dólares, y lo demolió para construir una piscina y un jardín para su casa. Versace encargó a Roy Strong, un historiador del arte y diseñador paisajista inglés, que trabajara en el diseño del jardín. Strong también había diseñado los jardines de la Villa Fontanelle de Versace en el lago de Como en Italia.
El 15 de julio de 1997, Versace fue asesinado frente a la casa por Andrew Cunanan.

### Después de Versace
En 2000, la mansión fue comprada por Peter Loftin por 19 millones de dólares, quien renovó el edificio para su uso como hotel boutique, restaurante y espacio para eventos de lujo. El restaurante se llamaba Il Sole at The Villa Casa Casuarina.
La mansión fue comprada en 2013 por VM South Beach LLC, propiedad de la familia Nakash, por 41.5 millones de dólares. Desde 2015, The Villa Casa Casuarina ha sido un hotel de lujo con diez suites únicas. También se encuentra aquí el renombrado restaurante Gianni's.